# ميكي يوشيكاوا
ميكي يوشيكاوا (باليابانية: 吉河美希؛ بالكانا: よしかわ みき) هي مانغاكا يابانية، ولدت في 2 أكتوبر 1981.

## أعمالها
- يامادا-كن والساحرات السبع

## وصلات خارجية
- ميكي يوشيكاوا على موقع IMDb (الإنجليزية)
- ميكي يوشيكاوا على موقع قاعدة بيانات الفيلم (الإنجليزية)
- ميكي يوشيكاوا على موقع ANN person (الإنجليزية)